# أستيمير جورديوشينكو
أستيمير جورديوشينكو (بالروسية: Гордюшенко, Астемир Александрович)‏ (30 مارس 1997 بنالتشيك في روسيا - ) هو لاعب كرة قدم روسي في مركز الوسط. لعب مع نادي سيسكا موسكو.

## روابط خارجية
- أستيمير جورديوشينكو على موقع الاتحاد الأوربي (الإنجليزية)
- أستيمير جورديوشينكو على موقع قاعدة بيانات كرة القدم.إي يو (الإنجليزية)
- أستيمير جورديوشينكو على موقع Soccerway.com (الإنجليزية)
- أستيمير جورديوشينكو على موقع عالم كرة القدم.نت (الإنجليزية)
- أستيمير جورديوشينكو على موقع AS.com (الإسبانية)